# Program pro přeživší
Program pro přeživší (v originále Survivor, tedy pouze Přeživší) je postmoderní satirický román amerického spisovatele Chucka Palahniuka z roku 1999. V českém překladu Richarda Podaného byl román vydán v roce 2002 v nakladatelství Odeon. Román je hořkou a velmi depresivní satirou na komerční společnost a zejména postavení náboženství v ní. Román je pozoruhodný mimo jiné tím, že kapitoly jsou číslovány sestupně, tedy od 47 do jedné, obráceně jsou řazena také čísla stránek.
Román je stylizován velmi neobvykle – jde o životní příběh muže jménem Tender Branson, který jej vypráví do černé skříňky letadla, které unesl, a z kterého donutil vystoupit všechny cestující. Líčí své dětství v sektě nazývané Církev Kréda. Tato organizace žije starým způsobem života v komunitě na odlehlém místě (satira na převážně americké sekty, např. amiše, kteří žijí podobným způsobem). Aby se komunita nepřelidnila, rodinu smí založit pouze prvorozený syn, ostatní jsou vysláni do světa, kde mají vykonávat podřadné práce. Tender je přidělen do jedné rodiny, které se stará o dům a o zahradu, a kterou učí etiketu. Má také falešnou linku důvěry, pomocí které dohání lidi k sebevraždě. Jedním z nich je Trevor Hollis, pomocí jehož vraždy se seznámí s dívkou s bizarním jménem Fertility (tj. Plodnost). Fertility má, stejně jako Trevor, schopnost vidět ve snech budoucnost, resp. předpovídat katastrofy. Tender průběžně vysvětluje, že krédisté spáchali hromadnou sebevraždu. Po celé zemi tak zbylo pouze 157 „přeživších pracovních misionářů“, pro něž byl vytvořen státní „program pro přeživší“, v jehož rámci je Tenderovi a dalším přeživším poskytovaná psychologická pomoc a podobné služby. K Tenderovi dochází sociální pracovnice, aby každý týden kontrolovala, že se nezabil (přeživší mimo kolonii sekty postupně páchají sebevraždy, jak jim jejich doktrína káže) a při jedné schůzce mu vypráví o sebevraždách, které se jevily jako fingované – jako by někdo přeživší zabíjel. Tenderovi večer někdo volá a vyhrožuje mu, o čemž Tender pracovnici ihned informuje. Vrah se objevuje o pár týdnů později, nicméně za oběť mu nedopatřením padne sociální pracovnice, která místo Tendera někdy vykonává domácí práce a tak otevře lahvičku, do níž vrah ukryl smrtící směsici plynů. Tender je samozřejmě podezřelý. Také se dozvídáme, že Církev Kréda spáchala sebevraždu proto, že byla nahlášena FBI kvůli dětem, které nejsou oficiálně vedeny pojišťovnami a dalšími institucemi jako existující a že církev neplatí daně. Samozřejmě příslušníkům byla sebevražda přikázána, protože je "povolal Bůh", jak řekli starší.
Už během své práce se Tender cítí nedoceněný a omezený tím, co ho církev Kréda naučila a co mu přikázala a zakázala, nicméně před smrtí sociální pracovnice byl informován o tom, že je posledním přeživším z někdejší sekty. Po smrti pracovnice už se necítil tolik svázán minulým životem a navázal spolupráci s marketingovým agentem, který se rozhodl vybudovat úspěch na tom, že je Tender poslední přeživší. Mění Tenderovu vizáž skrze plastické operace, fyzický trénink, anabolické steroidy a dělá z Tendera novou mediální hvězdu, přesněji populárního duchovního guru, který vypráví o Bohu a spáse, zatracení a vykoupení, a popisuje otřesné praktiky, které panovaly v Církvi Kréda. Tender sám si však za dětství pamatoval pouze idylku, takže přežvýkával jen vymyšlené snůšky hloupostí, které pro potěchu veřejnosti v souladu s obecně platnou představou sekt vymýšleli scenáristé a tým asistentů. Tender je populární, pořádá veřejné přednášky o osvícení a pomocí agenta a jeho šikovného prodávání spásy si vydělává slušné peníze. Více než to se mu ale líbí, že je ve středu pozornosti. Mezi kamerami, rozhovory, rozhlasovými projevy, se Tender konečně cítí doceněný. Tým dietetiků, trenérů a lékařů pečuje o jeho dokonalý vzhled a Tenderovi se to řádně zalíbí. Agent přichází s nabídkou na vlastní televizní spoty a později i samostatný pořad, což by mohlo (vedle meditačních knížek a vlastního vydání Bible, které Tender sám sice nenapsal, ale nesou jeho jméno) zvednout popularitu a zisky. Podmínkou je, že Tender musí nabídnout (jako správný guru a spojenec Boha) nějaký zázrak. Zde přichází na scénu Fertility se svým talentem, takže Tender je schopný každý týden předpovídat neštěstí a katastrofy, za což ho lidé obdivují a přináší mu zisky. Nicméně Tender začíná dosti lenivět, všechno za něj dělají asistenti, sám pouze podepisuje papíry předložené agentem (mimo jiné schválí založení "pornoskládky", která by shromažďovala veškeré "odporné a oplzlé sexuální pomůcky, časopisy, filmy..." a díky speciální dani na recyklaci porna by zvedla výtěžek porno průmyslu i Tenderovi, jehož jméno skládka ponese) a přestává být sám sebou. Stává se zhýčkanou mediální hvězdou, která jen papouškuje čtecí zařízení v televizním pořadu. Protože zisky začínají klesat, zařídí agent během přestávky Super Bowlu Tenderovu svatbu s dívkou, kterou nikdy neviděl, je to velký mediální a marketingový tah. Tender ví, že v ten den agent zemře, protože si přivoní k Tenderovu parfému (do nějž vrah, o kterém již víme, že je Tenderův bratr Adam) nalil smrtící plyn. Během svatby má Tender pronést největší předpověď své kariéry. Ve chvíli, kdy obřad spěje do konce, agent již je mrtvý a Tender (opět jako hlavní podezřelý) vidí, že se k němu blíží policisté. V tu chvíli vyřkne předpověď budoucnosti, v tuto chvíli výsledek fotbalového utkání, čímž rozčílí celý stadion a v mačkanici a tlačenici davu se mu podaří uprchnout.
Před stadionem na něj čeká Fertility s Adamem a s plánem úniku do Kanady. Cestují v tirácích, které převážejí rozestavěné mobilní domy k jejich budoucím majitelům. Tender pozoruje, jak se jeho tělo oslabuje bez přísunu chemických budičů a steroidů, až upadá do bezvědomí. Při jedné zastávce Fertility nestihne včas naskočit do domu, proto Tender a Adam (ozbrojený) pokračují sami. Později ukradnou auto a jedou na porno skládku, kde se dříve nacházela kolonie Církve Kréda. Tady Adam mluví k Tenderovi. Vypráví o tom, jak každá církev zotročuje své lidi tím, že jim odepírá a omezuje sexuální pud, že člověk bez chuti k sexu nemá chuť po moci, není vzdorný a bojovný. První vzdor proti rodičům děti ve vnějším světě podnikají v pubertě v souvislosti se sexem a sexuálním pudem, nicméně v křesťanské kolonii je sex lidem znechucován a považován za zlo, hřích a špínu. Proto je Tender pořád panic (je mu něco přes třicet) a proto nikdy nebyl pořádně schopen vzdoru, stále cítil určitou povinnost k církvi a příkazu zabít se. Některé kulty lidem znepříjemňují sex odstraněním slasti z něj (obřízka, odštípnutí klitorisu), některé z něj jen dělají Satanův nástroj. V Církvi Kréda nutili děti dívat se na problémové porody, aby měli sex spojený s bolestí a utrpením a nikdy se u nich neprojevovala touha po sexu a moci, či případném odporu. Takto mohou starší Církve vyslat své členy do světa, kde otročí za stravu a byt a veškeré příjmy posílají církvi, která má zisk. Adam vysvětluje, že církevní starší byli takto jen otrokáři a že "otroci" si navíc mysleli, že dělají dobrou věc, která je spasí. Tender si jen nerad uvědomuje, že na tom něco je. Na porno skládku jedou autem, které řídí Adam. Následuje bouračka, po které se Adam probírá se zakrvaveným okem, v němž je figurka Tendera z palubní desky vozu (Tender v době slávy produkoval i plastové figurky sama sebe do aut). Adam po Tenderovi chce, aby ho zabil a ten jej tedy umlátí kamenem. Adam si kdysi uvědomil, že praktiky církve jsou nečisté, že vymývání dětských mozků je zlé – zejména když je nutili dívat se na porod Adamovy ženy, po kterém ona i dítě zemřeli. Adam říká, že z takovéto církve nemohou vzejít dobří lidé, protože již mají omezení naočkováno z dětství a proto zabíjel zbývající přeživší. A přiznává se, že to on zavolal FBI na kolonii.
Přijíždí Fertility, taxíkem, aby Tendera odvezla. Protože viděla do budoucnosti, věděla, co se stane. Cestují zpátky do města, kde se poprvé potkali. Fertility je sterilní, živí se jako náhradní matka pro páry, kterým se početí nedaří. K jednomu takovému klientovi jde ihned po příjezdu, potřebují peníze. Ukazuje se, že je to původní Tenderův zaměstnavatel, kterému Tender sekal trávník, leštil nádobí a staral se o zahradu z umělých květin, které nakradl na hřbitově. Během Fertilitiiny práce se Tender schová v suterénu, později se proplíží do jedné z ložnic, kde se s Fertility vyspí, což bylo poslední Adamovo přání – jediný způsob, jak v Tenderovi probudit svobodného člověka. Ráno Fertility spěchá na letiště, objednala si letenku do Austrálie, kde chce ukončit svůj život – zjistila, že ranní let do Sydney unese ozbrojený šílenec a letadlo se zřítí. Krom toho má stejný problém, jako měl Trevor (což taky byla příčina jeho sebevraždy) – vidí do budoucnosti a všechno předem ví, nudí se a chybí jí vzrušení z neznáma a překvapení, původně navázala kontakt s Tenderem proto, že věřila, že on jí nějakou nečekanou změnu do života přinese. A i to se mu zřejmě povedlo, neboť navzdory své domnělé sterilitě Fertility ví, že je těhotná. Tender chce letět do Sydney s ní. Na letišti vzbudí pozornost měděná urna Trevora, kterou chce Fertility propašovat do letadla a v níž je Adamova pistole. Urna spadne na zem, Tender se jí zmocní a zajímá Fertility jako rukojmí, načež oba nastupují do letadla a Tender přinutí obsluhu k okamžitému vzlétnutí. Tendera trápí představa, že je na palubě nějaký šílenec, který má v plánu ztroskotání letadla, snaží se zjistit, kdo z pasažérů to je. Pak mu dochází, že šílenec se zbraní ve snu Fertility je on sám. Protože její sny se vždycky plní a Tender je podezřelý jako masový vrah (smrt sociální pracovnice, smrt agenta, smrt ostatních přeživších, aby se Tender sám mohl stát posledním a tudíž populárním – to všechno má podle policie Tender na svědomí), prakticky už nemá nic, nařizuje během mezipřistání pasažérům, aby vystoupili a vyžádá si padák pro pilota. Předtím však uspořádá poslední jídlo, takové, jaké si vždy přál – podle všech pravidel etikety, ke které jej v církevní škole jako budoucího poskoka vychovávali. Všichni pasažéři jedli a kdo by porušil jediné pravidlo stolování, měl být zastřelen. Nicméně všichni kromě pilota vystoupili, tento vyskočil s padákem a Tender, smířený s Bohem, již jako svobodný člověk padá s letadlem uprostřed australské pevniny.
Zajímavostí je fungování sekty, resp. církve, kterou hlavní hrdina popisuje. Jedná se o církevní kolonii, kde bez jakýchkoliv výdobytků moderních technologií žijí věřící v souladu s tím, co jim starší sekty prezentují jako správné, včetně očekávaného povolání na Nebesa, které jim starší oznámí v den, kdy se chystá zátah FBI na sektu. Když se do Církve Kréda narodí první chlapec, je automaticky pojmenován Adam a jen jemu připadne právo mít rodinu a vlastnit majetky a dědictví rodiny. Každý další chlapec je pojmenován Tender (Pomocník) a dívka Biddy (Pomocnice), přičemž příjmení se dědí po otci manžela. Jakmile se Adam ožení, přijímá jeho Biddy označení "Matrona" (+ příjmení) a když se jim narodí dítě, říká se jim Patriarcha a Matriarcha (+ příjmení). Všichni neprvorození chlapci (mimo jiné i hlavní hrdina knihy, který se narodil tři minuty po Adamovi) jsou od dětství vychováváni k domácím pracím a užitečnosti a pracovitosti, neboť ve věku sedmnácti let, kdy jsou Adamové ženěni s Biddy, které jim vybrali starší, jsou všichni svobodní sedmnáctiletí křtěni na dospělé příslušníky církve a vysíláni do světa k předem nasmlouvaným zaměstnavatelům.
Psychologická změna, kterou hlavní hrdina prochází, by také neměla býti opomenuta. Nejprve Tendera vidíme jako poskoka, který se cítí vykořisťován, ale od života vlastně mnoho nečeká, přijímá svůj naplánovaný život. Později se začíná strachovat o život, téměř hystericky se ukrývá před nebezpečím, takže si je vědom vlastní hodnoty a navzdory povinnosti si váží svého života, nechce myslet na to, co by měl udělat. Aby na to nemusel myslet, soustřeďuje se na svou práci a na předstírání symptomů psychických nemocí, které u něj chce léčit sociální pracovnice. Váží si svého mizerného, nízkého života. Mírnou změnou je příchod Fertility, která v něm probouzí určitou chuť k normálnímu (možná i pohlavnímu) životu, raní ho každá bolestivá poznámka o jeho vzhledu, která z jejích úst vyjde. Probouzí se v něm však touha po zlepšení, chce něco udělat, něco dokázat, neví sice co, ale rozhodně chce svůj život nějak pozvednout. Následuje období, v němž je Tender na vrcholu, cítí se silný a líbí se mu, jak je obklopovaný a oblíbený, plní se mu přání, aby něco znamenal. Zároveň však leniví, ničemu pořádně nerozumí, protože za něj vše dělají asistenti. Opět je mu život pohodlně naplánován a on dělá, co se od něj očekává. Navzdory dalším změnám stále někoho následuje, pořád dělá to, co je mu naplánováno. Změna přichází vlastně až na konci příběhu, kdy vidíme Tendera samostatného a svobodného, kdy se nebojí vzít situaci do rukou.